# Wereldbekerkwalificatietoernooi schaatsen 2019/2020 (plaatsing)
Schaatsers kunnen zich kwalificeren voor het wereldbeker kwalificatietoernooi schaatsen 2019/2020 via het wereldbeker kwalificatietoernooi 2018/2019, het NK Afstanden 2019, het eindklassement van de Rabo Holland Cup 2018/2019, de Rabo Holland Cup 1 2019 (IJsselcup) in Deventer of op basis van tijd.

## Kwalificatie eisen
500, 1.000 en 1.500 meter dames/heren (maximaal 24 rijders), achtereenvolgens:
- Eerste 5 van het WCKT 2018/2019 en eerste 5 van het NK Afstanden 2019;
- Top 4 eindklassement Rabo Holland Cup 2018/2019;
- Aangevuld t/m nr. 10 VANTAGE ranglijst 2018/2019  (Europese tijden);
- De beste 6 nog niet geplaatste rijders van de Rabo Holland Cup 1/IJsselcup;
- Sneller dan A-limiet d.d. 18-10-2019 Europese tijd;
- De eventueel overgebleven plaatsen komen bij het aantal te verdienen plaatsen bij de Rabo Holland Cup 1/IJsselcup.

3.000 meter dames en 5.000 meter heren (maximaal 20 rijders), achtereenvolgens:
- Eerste 5 van het WCKT 2018/2019 en eerste 5 van het NK Afstanden 2019;
- Top 3 eindklassement Rabo Holland Cup 2018/2019;
- Aangevuld t/m nr. 8 VANTAGE ranglijst 2018/2019  (Europese tijden);
- De beste 4 nog niet geplaatste rijders van de Rabo Holland Cup 1/IJsselcup;
- Sneller dan A-limiet d.d. 18-10-2019 Europese tijd;
- De eventueel overgebleven plaatsen komen bij het aantal te verdienen plaatsen bij de Rabo Holland Cup 1/IJsselcup.

5.000 meter dames en 10.000 meter heren (maximaal 12 rijders), achtereenvolgens:
- Eerste 5 van het WCKT 2018/2019 en eerste 5 van het NK Afstanden 2019;
- Aangevuld t/m nr. 8 VANTAGE ranglijst 2018/2019  (Europese tijden);
- Sneller dan A-limiet d.d. 18-10-2019 Europese tijd.
- De snelsten van de 3 km dames/5 km heren tijdens het WCKT 2018/2019 buiten de reeds geplaatsten;

Op de 5 km dames en de 10 km heren wordt minimaal één deelnemer geplaatst via de 3 km resp. 5 km
van dit WCKT, dit kan eveneens ten koste gaan van rijders die de A-limiet hebben gereden.

## Deelnemers mannen
De volgende mannen hebben zich gekwalificeerd voor het wereldbeker kwalificatietoernooi 2019/2020:

### 500 meter
| #   | Schaatser             | Ploeg                      | Selectienorm                                                               |
| --- | --------------------- | -------------------------- | -------------------------------------------------------------------------- |
| 1.  | Ronald Mulder         | Team Reggeborgh            | Eerste 5 van het WCKT 2018/2019 en eerste 5 van het NK Afstanden 2019      |
| 2.  | Dai Dai Ntab          | Team Reggeborgh            | Eerste 5 van het WCKT 2018/2019 en eerste 5 van het NK Afstanden 2019      |
| 3.  | Jan Smeekens          | Team Jumbo-Visma           | Eerste 5 van het WCKT 2018/2019 en eerste 5 van het NK Afstanden 2019      |
| 4.  | Kjeld Nuis            | Team Jumbo-Visma           | Eerste 5 van het WCKT 2018/2019 en eerste 5 van het NK Afstanden 2019      |
| 5.  | Kai Verbij            | Team Reggeborgh            | Eerste 5 van het WCKT 2018/2019 en eerste 5 van het NK Afstanden 2019      |
| 6.  | Michel Mulder         | Team Reggeborgh            | Eerste 5 van het WCKT 2018/2019 en eerste 5 van het NK Afstanden 2019      |
| 7.  | Hein Otterspeer       | Team Jumbo-Visma           | Aangevuld t/m nr. 10 VANTAGE ranglijst 2018/2019                           |
| 8.  | Jesper Hospes         | RTC Noord/Fryslân          | Aangevuld t/m nr. 10 VANTAGE ranglijst 2018/2019                           |
| 9.  | Gijs Esders           | RTC Noord/Fryslân          | Aangevuld t/m nr. 10 VANTAGE ranglijst 2018/2019                           |
| 10. | Aron Romeijn          | RTC Noord/Fryslân          | Rabo Holland Cup 2018/2019                                                 |
| NS  | Pim Schipper          | Gestopt                    | Rabo Holland Cup 2018/2019                                                 |
| NS  | Joost Born            | Gestopt                    | Rabo Holland Cup 2018/2019                                                 |
| 11. | Lennart Velema        | Team IKO                   | Rabo Holland Cup 2018/2019                                                 |
| 12. | Tijmen Snel           | Opleidingsteam Jumbo-Visma | De beste 6 nog niet geplaatste rijders van Holland Cup 1 in Dordrecht 2019 |
| 13. | Mika van Essen        | Team Reggeborgh            | De beste 6 nog niet geplaatste rijders van Holland Cup 1 in Dordrecht 2019 |
| 14. | Janno Botman          | Team Reggeborgh            | De beste 6 nog niet geplaatste rijders van Holland Cup 1 in Dordrecht 2019 |
| 15. | Niek Deelstra         | Team IKO                   | De beste 6 nog niet geplaatste rijders van Holland Cup 1 in Dordrecht 2019 |
| 16. | Serge Yoro            | Opleidingsteam Jumbo-Visma | De beste 6 nog niet geplaatste rijders van Holland Cup 1 in Dordrecht 2019 |
| 17. | Thijs Govers          | RTC Noord/Fryslân          | De beste 6 nog niet geplaatste rijders van Holland Cup 1 in Dordrecht 2019 |
| 18. | Stef Brandsen         | Team IKO                   | De beste 6 nog niet geplaatste rijders van Holland Cup 1 in Dordrecht 2019 |
| 19. | Merijn Scheperkamp    | Opleidingsteam Jumbo-Visma | Sneller dan A-limiet d.d. 18-10-2019 Europese tijd <35.68 limiet           |
| 20. | Gerben Jorritsma      | TalentNED                  | Sneller dan A-limiet d.d. 18-10-2019 Europese tijd <35.68 limiet           |
| NS  | Thomas Krol           | Team Jumbo-Visma           | Sneller dan A-limiet d.d. 18-10-2019 Europese tijd <35.68 limiet           |
| 21. | Jarle Gerrits         | RTC Zuid                   | Beste nog niet geplaatste rijders van Holland Cup 1 in Dordrecht 2019      |
| 22. | Joost van Dobbenburgh | Opleidingsteam Jumbo-Visma | Beste nog niet geplaatste rijders van Holland Cup 1 in Dordrecht 2019      |
| 23. | Sebas Diniz           | SprintTeam OOST            | Beste nog niet geplaatste rijders van Holland Cup 1 in Dordrecht 2019      |
| 24. | Rem de Hair           |                            | Beste nog niet geplaatste rijders van Holland Cup 1 in Dordrecht 2019      |
| R1. | Joep Kalverdijk       |                            | Beste nog niet geplaatste rijders van Holland Cup 1 in Dordrecht 2019      |
| R2. | Hille Drenth          | KNSB Baanselectie Twente   | Beste nog niet geplaatste rijders van Holland Cup 1 in Dordrecht 2019      |
| R3. | Rick Schipper         |                            | Beste nog niet geplaatste rijders van Holland Cup 1 in Dordrecht 2019      |

### 1000 meter
| #   | Schaatser             | Ploeg                      | Selectienorm                                                               |
| --- | --------------------- | -------------------------- | -------------------------------------------------------------------------- |
| 1.  | Kjeld Nuis            | Team Jumbo-Visma           | Eerste 5 van het WCKT 2018/2019 en eerste 5 van het NK Afstanden 2019      |
| 2.  | Thomas Krol           | Team Jumbo-Visma           | Eerste 5 van het WCKT 2018/2019 en eerste 5 van het NK Afstanden 2019      |
| 3.  | Kai Verbij            | Team Reggeborgh            | Eerste 5 van het WCKT 2018/2019 en eerste 5 van het NK Afstanden 2019      |
| 4.  | Hein Otterspeer       | Team Jumbo-Visma           | Eerste 5 van het WCKT 2018/2019 en eerste 5 van het NK Afstanden 2019      |
| NS  | Pim Schipper          | Gestopt                    | Eerste 5 van het WCKT 2018/2019 en eerste 5 van het NK Afstanden 2019      |
| 5.  | Gijs Esders           | RTC Noord/Fryslân          | Eerste 5 van het WCKT 2018/2019 en eerste 5 van het NK Afstanden 2019      |
| 6.  | Dai Dai Ntab          | Team Reggeborgh            | Aangevuld t/m nr. 10 VANTAGE ranglijst 2018/2019                           |
| 7.  | Michel Mulder         | Team Reggeborgh            | Aangevuld t/m nr. 10 VANTAGE ranglijst 2018/2019                           |
| NS  | Martijn van Oosten    | Gestopt                    | Aangevuld t/m nr. 10 VANTAGE ranglijst 2018/2019                           |
| 8.  | Aron Romeijn          | RTC Noord/Fryslân          | Rabo Holland Cup 2018/2019                                                 |
| 9.  | Wesly Dijs            | Team Reggeborgh            | Rabo Holland Cup 2018/2019                                                 |
| 10. | Lennart Velema        | Team IKO                   | Rabo Holland Cup 2018/2019                                                 |
| 11. | Tijmen Snel           | Opleidingsteam Jumbo-Visma | Rabo Holland Cup 2018/2019                                                 |
| 12. | Tom Kant              | RTC Noord/Fryslân          | De beste 6 nog niet geplaatste rijders van Holland Cup 1 in Dordrecht 2019 |
| 13. | Janno Botman          | Team Reggeborgh            | De beste 6 nog niet geplaatste rijders van Holland Cup 1 in Dordrecht 2019 |
| 14. | Gerben Jorritsma      | TalentNED                  | De beste 6 nog niet geplaatste rijders van Holland Cup 1 in Dordrecht 2019 |
| 15. | Joost van Dobbenburgh | Opleidingsteam Jumbo-Visma | De beste 6 nog niet geplaatste rijders van Holland Cup 1 in Dordrecht 2019 |
| 16. | Mika van Essen        | Team Reggeborgh            | De beste 6 nog niet geplaatste rijders van Holland Cup 1 in Dordrecht 2019 |
| 17. | Serge Yoro            | Opleidingsteam Jumbo-Visma | De beste 6 nog niet geplaatste rijders van Holland Cup 1 in Dordrecht 2019 |
| 18. | Merijn Scheperkamp    | Opleidingsteam Jumbo-Visma | Sneller dan A-limiet d.d. 18-10-2019 Europese tijd <1:10,25                |
| 19. | Joep Kalverdijk       |                            | Beste nog niet geplaatste rijders van Holland Cup 1 in Dordrecht 2019      |
| 20. | Ronald Mulder         | Team Reggeborgh            | Beste nog niet geplaatste rijders van Holland Cup 1 in Dordrecht 2019      |
| 21. | Thijs Govers          | RTC Noord/Fryslân          | Beste nog niet geplaatste rijders van Holland Cup 1 in Dordrecht 2019      |
| 22. | Teun de Wit           |                            | Beste nog niet geplaatste rijders van Holland Cup 1 in Dordrecht 2019      |
| 23. | Jur Veenje            | RTC Noord/Fryslân          | Beste nog niet geplaatste rijders van Holland Cup 1 in Dordrecht 2019      |
| 24. | Jacco Efdé            | Team FrySk                 | Beste nog niet geplaatste rijders van Holland Cup 1 in Dordrecht 2019      |
| R1. | Elwin Jongman         |                            | Beste nog niet geplaatste rijders van Holland Cup 1 in Dordrecht 2019      |
| R2. | Stef Brandsen         | Team IKO                   | Beste nog niet geplaatste rijders van Holland Cup 1 in Dordrecht 2019      |
| R3. | Jarle Gerrits         | RTC Zuid                   | Beste nog niet geplaatste rijders van Holland Cup 1 in Dordrecht 2019      |
| R4. | Kai in 't Veld        | SprintTeam OOST            | Beste nog niet geplaatste rijders van Holland Cup 1 in Dordrecht 2019      |

### 1500 meter
| #   | Schaatser             | Ploeg                      | Selectienorm                                                               |
| --- | --------------------- | -------------------------- | -------------------------------------------------------------------------- |
| 1.  | Kjeld Nuis            | Team Jumbo-Visma           | Eerste 5 van het WCKT 2018/2019 en eerste 5 van het NK Afstanden 2019      |
| 2.  | Patrick Roest         | Team Jumbo-Visma           | Eerste 5 van het WCKT 2018/2019 en eerste 5 van het NK Afstanden 2019      |
| 3.  | Thomas Krol           | Team Jumbo-Visma           | Eerste 5 van het WCKT 2018/2019 en eerste 5 van het NK Afstanden 2019      |
| 4.  | Sven Kramer           | Team Jumbo-Visma           | Eerste 5 van het WCKT 2018/2019 en eerste 5 van het NK Afstanden 2019      |
| 5.  | Douwe de Vries        | Team Jumbo-Visma           | Eerste 5 van het WCKT 2018/2019 en eerste 5 van het NK Afstanden 2019      |
| 6.  | Marcel Bosker         | TalentNED                  | Aangevuld t/m nr. 10 VANTAGE ranglijst 2018/2019                           |
| 7.  | Gijs Esders           | RTC Noord/Fryslân          | Aangevuld t/m nr. 10 VANTAGE ranglijst 2018/2019                           |
| 8.  | Chris Huizinga        | Team Jumbo-Visma           | Aangevuld t/m nr. 10 VANTAGE ranglijst 2018/2019                           |
| NS  | Louis Hollaar         | TalentNED                  | Aangevuld t/m nr. 10 VANTAGE ranglijst 2018/2019                           |
| 9.  | Thomas Geerdinck      | TalentNED                  | Rabo Holland Cup 2018/2019                                                 |
| 10. | Wesly Dijs            | Team Reggeborgh            | Rabo Holland Cup 2018/2019                                                 |
| 11. | Tijmen Snel           | Opleidingsteam Jumbo-Visma | Rabo Holland Cup 2018/2019                                                 |
| NS  | Pim Schipper          | Gestopt                    | Rabo Holland Cup 2018/2019                                                 |
| 12. | Victor Ramler         | Port of Amsterdam          | De beste 6 nog niet geplaatste rijders van Holland Cup 1 in Dordrecht 2019 |
| 13. | Joost van Dobbenburgh | Opleidingsteam Jumbo-Visma | De beste 6 nog niet geplaatste rijders van Holland Cup 1 in Dordrecht 2019 |
| 14. | Lex Dijkstra          | Team IKO                   | De beste 6 nog niet geplaatste rijders van Holland Cup 1 in Dordrecht 2019 |
| 15. | Merijn Scheperkamp    | Opleidingsteam Jumbo-Visma | De beste 6 nog niet geplaatste rijders van Holland Cup 1 in Dordrecht 2019 |
| 16. | Tom Kant              | RTC Noord/Fryslân          | De beste 6 nog niet geplaatste rijders van Holland Cup 1 in Dordrecht 2019 |
| 17. | Janno Botman          | Team Reggeborgh            | De beste 6 nog niet geplaatste rijders van Holland Cup 1 in Dordrecht 2019 |
| 18. | Koen Verweij          | Team Reggeborgh            | Sneller dan A-limiet d.d. 18-10-2019 Europese tijd <1:48,74                |
| 19. | Tjerk de Boer         | Team easyJet               | Sneller dan A-limiet d.d. 18-10-2019 Europese tijd <1:48,74                |
| 20. | Jan Blokhuijsen       | Team IKO                   | Sneller dan A-limiet d.d. 18-10-2019 Europese tijd <1:48,74                |
| NS  | Lennart Velema        | Team IKO                   | Sneller dan A-limiet d.d. 18-10-2019 Europese tijd <1:48,74                |
| 21. | Jos de Vos            | TalentNED                  | Sneller dan A-limiet d.d. 18-10-2019 Europese tijd <1:48,74                |
| 22. | Kai in 't Veld        | SprintTeam OOST            | Beste nog niet geplaatste rijders van Holland Cup 1 in Dordrecht 2019      |
| 23. | Jordy van Workum      | RTC Noord/Fryslân          | Beste nog niet geplaatste rijders van Holland Cup 1 in Dordrecht 2019      |
| 24. | Yves Vergeer          |                            | Beste nog niet geplaatste rijders van Holland Cup 1 in Dordrecht 2019      |
| R1. | Jur Veenje            | RTC Noord/Fryslân          | Beste nog niet geplaatste rijders van Holland Cup 1 in Dordrecht 2019      |
| R2. | Serge Yoro            | Opleidingsteam Jumbo-Visma | Beste nog niet geplaatste rijders van Holland Cup 1 in Dordrecht 2019      |
| R3. | Teun de Wit           |                            | Beste nog niet geplaatste rijders van Holland Cup 1 in Dordrecht 2019      |
| -   | Jorrit Bergsma        | Team easyJet               | Sneller dan A-limiet d.d. 18-10-2019 Europese tijd <1:48,74                |

### 5000 meter
| #   | Schaatser          | Ploeg                           | Selectienorm                                                               |
| --- | ------------------ | ------------------------------- | -------------------------------------------------------------------------- |
| 1.  | Patrick Roest      | Team Jumbo-Visma                | Eerste 5 van het WCKT 2018/2019 en eerste 5 van het NK Afstanden 2019      |
| 2.  | Jorrit Bergsma     | Team easyJet                    | Eerste 5 van het WCKT 2018/2019 en eerste 5 van het NK Afstanden 2019      |
| 3.  | Sven Kramer        | Team Jumbo-Visma                | Eerste 5 van het WCKT 2018/2019 en eerste 5 van het NK Afstanden 2019      |
| 4.  | Douwe de Vries     | Team Jumbo-Visma                | Eerste 5 van het WCKT 2018/2019 en eerste 5 van het NK Afstanden 2019      |
| 5.  | Marcel Bosker      | TalentNED                       | Eerste 5 van het WCKT 2018/2019 en eerste 5 van het NK Afstanden 2019      |
| 6.  | Jos de Vos         | TalentNED                       | Aangevuld t/m nr. 8 VANTAGE ranglijst 2018/2019                            |
| NS  | Simon Schouten     | Gestopt                         | Aangevuld t/m nr. 8 VANTAGE ranglijst 2018/2019                            |
| 7.  | Erik Jan Kooiman   | Okay Fashion & Jeans            | Aangevuld t/m nr. 8 VANTAGE ranglijst 2018/2019                            |
| 8.  | Thomas Geerdinck   | TalentNED                       | Rabo Holland Cup 2018/2019                                                 |
| 9.  | Mats Stoltenborg   | Or Quest Bouw & Techniek        | Rabo Holland Cup 2018/2019                                                 |
| 10. | Marwin Talsma      | Team FrySk                      | Rabo Holland Cup 2018/2019                                                 |
| 11. | Crispijn Ariëns    | Okay Fashion & Jeans/Interfarms | De beste 4 nog niet geplaatste rijders van Holland Cup 1 in Dordrecht 2019 |
| 12. | Bob de Vries       | Team easyJet                    | De beste 4 nog niet geplaatste rijders van Holland Cup 1 in Dordrecht 2019 |
| 13. | Robert Bovenhuis   | Team easyJet                    | De beste 4 nog niet geplaatste rijders van Holland Cup 1 in Dordrecht 2019 |
| 14. | Bart de Vries      | Or Quest Bouw & Techniek        | De beste 4 nog niet geplaatste rijders van Holland Cup 1 in Dordrecht 2019 |
| 15. | Jan Blokhuijsen    | Team IKO                        | Sneller dan A-limiet d.d. 18-10-2019 Europese tijd <6:24,59                |
| 16. | Kars Jansman       | Team Jumbo-Visma                | Beste nog niet geplaatste rijders van Holland Cup 1 in Dordrecht 2019      |
| 17. | Lex Dijkstra       | Team IKO                        | Beste nog niet geplaatste rijders van Holland Cup 1 in Dordrecht 2019      |
| 18. | Victor Ramler      | Port of Amsterdam               | Beste nog niet geplaatste rijders van Holland Cup 1 in Dordrecht 2019      |
| 19. | Chris Huizinga     | Team Jumbo-Visma                | Beste nog niet geplaatste rijders van Holland Cup 1 in Dordrecht 2019      |
| 20. | Bart Mol           | Or Quest Bouw & Techniek        | Beste nog niet geplaatste rijders van Holland Cup 1 in Dordrecht 2019      |
| R1. | Tjerk de Boer      | AB Texel Group                  | Beste nog niet geplaatste rijders van Holland Cup 1 in Dordrecht 2019      |
| R2. | Marco van der Tuin | Or Quest Bouw & Techniek        | Beste nog niet geplaatste rijders van Holland Cup 1 in Dordrecht 2019      |
| R3. | Ivar Immerzeel     | RTC Midden                      | Beste nog niet geplaatste rijders van Holland Cup 1 in Dordrecht 2019      |

### 10.000 meter
| #   | Schaatser        | Ploeg                           | Selectienorm                                                               |
| --- | ---------------- | ------------------------------- | -------------------------------------------------------------------------- |
| 1.  | Jorrit Bergsma   | Team easyJet                    | Eerste 5 van het WCKT 2018/2019 en eerste 5 van het NK Afstanden 2019      |
| 2.  | Patrick Roest    | Team Jumbo-Visma                | Eerste 5 van het WCKT 2018/2019 en eerste 5 van het NK Afstanden 2019      |
| 3.  | Douwe de Vries   | Team Jumbo-Visma                | Eerste 5 van het WCKT 2018/2019 en eerste 5 van het NK Afstanden 2019      |
| 4.  | Bob de Vries     | Team easyJet                    | Eerste 5 van het WCKT 2018/2019 en eerste 5 van het NK Afstanden 2019      |
| NS  | Jouke Hoogeveen  | Bouwselect                      | Eerste 5 van het WCKT 2018/2019 en eerste 5 van het NK Afstanden 2019      |
| NS  | Simon Schouten   | Gestopt                         | Eerste 5 van het WCKT 2018/2019 en eerste 5 van het NK Afstanden 2019      |
| 5.  | Kars Jansman     | Team Jumbo-Visma                | Eerste 5 van het WCKT 2018/2019 en eerste 5 van het NK Afstanden 2019      |
| 6.  | Mats Stoltenborg | Or Quest Bouw & Techniek        | Aangevuld t/m nr. 8 VANTAGE ranglijst 2018/2019                            |
| 7.  | Sven Kramer      | Team Jumbo-Visma                | De snelsten van de 5 km heren tijdens het WCKT buiten de reeds geplaatsten |
| 8.  | Marcel Bosker    | TalentNED                       | De snelsten van de 5 km heren tijdens het WCKT buiten de reeds geplaatsten |
| NS  | Jan Blokhuijsen  | Team IKO                        | De snelsten van de 5 km heren tijdens het WCKT buiten de reeds geplaatsten |
| 9.  | Marwin Talsma    | Team FrySk                      | De snelsten van de 5 km heren tijdens het WCKT buiten de reeds geplaatsten |
| 10. | Chris Huizinga   | Team Jumbo-Visma                | De snelsten van de 5 km heren tijdens het WCKT buiten de reeds geplaatsten |
| 11. | Crispijn Ariëns  | Okay Fashion & Jeans/Interfarms | De snelsten van de 5 km heren tijdens het WCKT buiten de reeds geplaatsten |
| 12. | Jos de Vos       | TalentNED                       | De snelsten van de 5 km heren tijdens het WCKT buiten de reeds geplaatsten |
|     | -                |                                 | Sneller dan A-limiet d.d. 18-10-2019 Europese tijd <13:07.84               |

## Deelnemers vrouwen
De volgende vrouwen hebben zich gekwalificeerd voor het wereldbeker kwalificatietoernooi 2019/2020:

### 500 meter
| #   | Schaatsster          | Ploeg             | Selectienorm                                                               |
| --- | -------------------- | ----------------- | -------------------------------------------------------------------------- |
| 1.  | Janine Smit          | RTC Noord/Fryslân | Eerste 5 van het WCKT 2018/2019 en eerste 5 van het NK Afstanden 2019      |
| 2.  | Letitia de Jong      | Team IKO          | Eerste 5 van het WCKT 2018/2019 en eerste 5 van het NK Afstanden 2019      |
| 3.  | Jutta Leerdam        | Team Reggeborgh   | Eerste 5 van het WCKT 2018/2019 en eerste 5 van het NK Afstanden 2019      |
| 4.  | Sanneke de Neeling   | RTC Noord/Fryslân | Eerste 5 van het WCKT 2018/2019 en eerste 5 van het NK Afstanden 2019      |
| 5.  | Femke Kok            | RTC Noord/Fryslân | Eerste 5 van het WCKT 2018/2019 en eerste 5 van het NK Afstanden 2019      |
| 6.  | Femke Beuling        | Team IKO          | Eerste 5 van het WCKT 2018/2019 en eerste 5 van het NK Afstanden 2019      |
| 7.  | Esmé Stollenga       | Team FrySk        | Eerste 5 van het WCKT 2018/2019 en eerste 5 van het NK Afstanden 2019      |
| NS  | Sanne van der Schaar | Gestopt           | Aangevuld t/m nr. 10 VANTAGE ranglijst 2018/2019                           |
| NS  | Floor van den Brandt | Gestopt           | Aangevuld t/m nr. 10 VANTAGE ranglijst 2018/2019                           |
| 8.  | Dione Voskamp        | RTC Noord/Fryslân | Rabo Holland Cup 2018/2019                                                 |
| 9.  | Isabelle van Elst    | RTC Noord/Fryslân | Rabo Holland Cup 2018/2019                                                 |
| 10. | Helga Drost          | RTC Noord/Fryslân | Rabo Holland Cup 2018/2019                                                 |
| 11. | Anice Das            |                   | Rabo Holland Cup 2018/2019                                                 |
| 12. | Michelle de Jong     | Team Reggeborgh   | De beste 6 nog niet geplaatste rijders van Holland Cup 1 in Dordrecht 2019 |
| 13. | Manouk van Tol       | RTC Noord/Fryslân | De beste 6 nog niet geplaatste rijders van Holland Cup 1 in Dordrecht 2019 |
| 14. | Naomi Verkerk        | RTC Noordwest     | De beste 6 nog niet geplaatste rijders van Holland Cup 1 in Dordrecht 2019 |
| 15. | Moniek Klijnstra     |                   | De beste 6 nog niet geplaatste rijders van Holland Cup 1 in Dordrecht 2019 |
| 16. | Danouk Bannink       |                   | De beste 6 nog niet geplaatste rijders van Holland Cup 1 in Dordrecht 2019 |
| 17. | Maud Lugters         |                   | De beste 6 nog niet geplaatste rijders van Holland Cup 1 in Dordrecht 2019 |
| 18. | Jorien ter Mors      | Team IKO          | Sneller dan A-limiet d.d. 18-10-2019 Europese tijd <39.43                  |
| 19. | Ireen Wüst           | TalentNED         | Sneller dan A-limiet d.d. 18-10-2019 Europese tijd <39.43                  |
| 20. | Antoinette de Jong   | Team Jumbo-Visma  | Sneller dan A-limiet d.d. 18-10-2019 Europese tijd <39.43                  |
| 21. | Bo van der Werff     | Team IKO          | Sneller dan A-limiet d.d. 18-10-2019 Europese tijd <39.43                  |
| 22. | Marrit Fledderus     | RTC Noord/Fryslân | Beste nog niet geplaatste rijders van Holland Cup 1 in Dordrecht 2019      |
| 23. | Elisa Dul            | Team easyJet      | Beste nog niet geplaatste rijders van Holland Cup 1 in Dordrecht 2019      |
| NS  | Robin Groot          | RTC Noordwest     | Beste nog niet geplaatste rijders van Holland Cup 1 in Dordrecht 2019      |
| 24. | Isabel Grevelt       | RTC Noordwest     | Beste nog niet geplaatste rijders van Holland Cup 1 in Dordrecht 2019      |
| R1. | Marit van Beijnum    |                   | Beste nog niet geplaatste rijders van Holland Cup 1 in Dordrecht 2019      |
| R2. | Naomi Weeland        |                   | Beste nog niet geplaatste rijders van Holland Cup 1 in Dordrecht 2019      |
| R3. | Lianne van Loon      |                   | Beste nog niet geplaatste rijders van Holland Cup 1 in Dordrecht 2019      |

### 1000 meter
| #   | Schaatsster          | Ploeg             | Selectienorm                                                               |
| --- | -------------------- | ----------------- | -------------------------------------------------------------------------- |
| 1.  | Ireen Wüst           | TalentNED         | Eerste 5 van het WCKT 2018/2019 en eerste 5 van het NK Afstanden 2019      |
| 2.  | Antoinette de Jong   | Team Jumbo-Visma  | Eerste 5 van het WCKT 2018/2019 en eerste 5 van het NK Afstanden 2019      |
| 3.  | Jutta Leerdam        | Team Reggeborgh   | Eerste 5 van het WCKT 2018/2019 en eerste 5 van het NK Afstanden 2019      |
| 4.  | Sanneke de Neeling   | RTC Noord/Fryslân | Eerste 5 van het WCKT 2018/2019 en eerste 5 van het NK Afstanden 2019      |
| 5.  | Letitia de Jong      | Team IKO          | Eerste 5 van het WCKT 2018/2019 en eerste 5 van het NK Afstanden 2019      |
| 6.  | Joy Beune            | Team Jumbo-Visma  | Eerste 5 van het WCKT 2018/2019 en eerste 5 van het NK Afstanden 2019      |
| 7.  | Lotte van Beek       | TalentNED         | Aangevuld t/m nr. 10 VANTAGE ranglijst 2018/2019                           |
| NS  | Suzanne Schulting    |                   | Aangevuld t/m nr. 10 VANTAGE ranglijst 2018/2019                           |
| 8.  | Janine Smit          | RTC Noord/Fryslân | Aangevuld t/m nr. 10 VANTAGE ranglijst 2018/2019                           |
| 9.  | Elisa Dul            | Team easyJet      | Rabo Holland Cup 2018/2019                                                 |
| NS  | Sanne van der Schaar | Gestopt           | Rabo Holland Cup 2018/2019                                                 |
| 10. | Helga Drost          | RTC Noord/Fryslân | Rabo Holland Cup 2018/2019                                                 |
| 11. | Manouk van Tol       | RTC Noord/Fryslân | Rabo Holland Cup 2018/2019                                                 |
| 12. | Femke Beuling        | Team IKO          | De beste 6 nog niet geplaatste rijders van Holland Cup 1 in Dordrecht 2019 |
| 13. | Anice Das            |                   | De beste 6 nog niet geplaatste rijders van Holland Cup 1 in Dordrecht 2019 |
| 14. | Marijke Groenewoud   | Team easyJet      | De beste 6 nog niet geplaatste rijders van Holland Cup 1 in Dordrecht 2019 |
| 15. | Naomi Verkerk        | RTC Noordwest     | De beste 6 nog niet geplaatste rijders van Holland Cup 1 in Dordrecht 2019 |
| 16. | Esmé Stollenga       | Team FrySk        | De beste 6 nog niet geplaatste rijders van Holland Cup 1 in Dordrecht 2019 |
| NS  | Maud Lugters         |                   | De beste 6 nog niet geplaatste rijders van Holland Cup 1 in Dordrecht 2019 |
| 17. | Jorien ter Mors      | Team IKO          | Sneller dan A-limiet d.d. 18-10-2019 Europese tijd <1:17,61                |
| 18. | Michelle de Jong     | Team Reggeborgh   | Sneller dan A-limiet d.d. 18-10-2019 Europese tijd <1:17,61                |
| 19. | Femke Kok            | RTC Noord/Fryslân | Sneller dan A-limiet d.d. 18-10-2019 Europese tijd <1:17,61                |
| 20. | Isabelle van Elst    | RTC Noord/Fryslân | Sneller dan A-limiet d.d. 18-10-2019 Europese tijd <1:17,61                |
| 21. | Dione Voskamp        | RTC Noord/Fryslân | Sneller dan A-limiet d.d. 18-10-2019 Europese tijd <1:17,61                |
| NS  | Bo van der Werff     | Team IKO          | Sneller dan A-limiet d.d. 18-10-2019 Europese tijd <1:17,61                |
| 22. | Muriël Meijer        | RTC Oost          | Beste nog niet geplaatste rijders van Holland Cup 1 in Dordrecht 2019      |
| 23. | Danouk Bannink       |                   | Beste nog niet geplaatste rijders van Holland Cup 1 in Dordrecht 2019      |
| 24. | Aveline Hijlkema     | Team FrySk        | Beste nog niet geplaatste rijders van Holland Cup 1 in Dordrecht 2019      |
| R1. | Myrthe de Boer       | RTC Noord/Fryslân | Beste nog niet geplaatste rijders van Holland Cup 1 in Dordrecht 2019      |
| R2. | Paulien Verhaar      | RTC Oost          | Beste nog niet geplaatste rijders van Holland Cup 1 in Dordrecht 2019      |
| R3. | Isabel Grevelt       | RTC Noordwest     | Beste nog niet geplaatste rijders van Holland Cup 1 in Dordrecht 2019      |

### 1500 meter
| #   | Schaatsster         | Ploeg             | Selectienorm                                                               |
| --- | ------------------- | ----------------- | -------------------------------------------------------------------------- |
| 1.  | Ireen Wüst          | TalentNED         | Eerste 5 van het WCKT 2018/2019 en eerste 5 van het NK Afstanden 2019      |
| 2.  | Antoinette de Jong  | Team Jumbo-Visma  | Eerste 5 van het WCKT 2018/2019 en eerste 5 van het NK Afstanden 2019      |
| 3.  | Melissa Wijfje      | RTC Noord/Fryslân | Eerste 5 van het WCKT 2018/2019 en eerste 5 van het NK Afstanden 2019      |
| 4.  | Lotte van Beek      | TalentNED         | Eerste 5 van het WCKT 2018/2019 en eerste 5 van het NK Afstanden 2019      |
| 5.  | Joy Beune           | Team Jumbo-Visma  | Eerste 5 van het WCKT 2018/2019 en eerste 5 van het NK Afstanden 2019      |
| 6.  | Carlijn Achtereekte | Team Jumbo-Visma  | Aangevuld t/m nr. 10 VANTAGE ranglijst 2018/2019                           |
| 7.  | Reina Anema         | Team FrySk        | Aangevuld t/m nr. 10 VANTAGE ranglijst 2018/2019                           |
| NS  | Esmee Visser        | TalentNED         | Aangevuld t/m nr. 10 VANTAGE ranglijst 2018/2019                           |
| 8.  | Sanneke de Neeling  | RTC Noord/Fryslân | Aangevuld t/m nr. 10 VANTAGE ranglijst 2018/2019                           |
| NS  | Roxanne van Hemert  | Gestopt           | Aangevuld t/m nr. 10 VANTAGE ranglijst 2018/2019                           |
| 9.  | Roza Blokker        |                   | Rabo Holland Cup 2018/2019                                                 |
| 10. | Aveline Hijlkema    | Team FrySk        | Rabo Holland Cup 2018/2019                                                 |
| 11. | Esther Kiel         | Team FrySk        | Rabo Holland Cup 2018/2019                                                 |
| 12. | Elisa Dul           | Team easyJet      | Rabo Holland Cup 2018/2019                                                 |
| NS  | Jutta Leerdam       | Team Reggeborgh   | De beste 6 nog niet geplaatste rijders van Holland Cup 1 in Dordrecht 2019 |
| 13. | Manouk van Tol      | RTC Noord/Fryslân | De beste 6 nog niet geplaatste rijders van Holland Cup 1 in Dordrecht 2019 |
| 14. | Robin Groot         | RTC Noordwest     | De beste 6 nog niet geplaatste rijders van Holland Cup 1 in Dordrecht 2019 |
| 15. | Myrthe de Boer      | RTC Noord/Fryslân | De beste 6 nog niet geplaatste rijders van Holland Cup 1 in Dordrecht 2019 |
| 16. | Paulien Verhaar     | RTC Oost          | De beste 6 nog niet geplaatste rijders van Holland Cup 1 in Dordrecht 2019 |
| 17. | Muriël Meijer       | RTC Oost          | De beste 6 nog niet geplaatste rijders van Holland Cup 1 in Dordrecht 2019 |
| 18. | Jorien ter Mors     | Team IKO          | Sneller dan A-limiet d.d. 18-10-2019 Europese tijd <2:00,25                |
| NS  | Femke Kok           | RTC Noord/Fryslân | Sneller dan A-limiet d.d. 18-10-2019 Europese tijd <2:00,25                |
| 19. | Isabelle van Elst   | RTC Noord/Fryslân | Sneller dan A-limiet d.d. 18-10-2019 Europese tijd <2:00,25                |
| 20. | Irene Schouten      | Team easyJet      | Sneller dan A-limiet d.d. 18-10-2019 Europese tijd <2:00,25                |
| 21. | Merel Conijn        | RTC Noordwest     | Beste nog niet geplaatste rijders van Holland Cup 1 in Dordrecht 2019      |
| 22. | Marit Steunenberg   | RTC Oost          | Beste nog niet geplaatste rijders van Holland Cup 1 in Dordrecht 2019      |
| 23. | Naomi van der Werf  |                   | Beste nog niet geplaatste rijders van Holland Cup 1 in Dordrecht 2019      |
| 24. | Bente Kerkhoff      | RTC Noordwest     | Beste nog niet geplaatste rijders van Holland Cup 1 in Dordrecht 2019      |
| R1. | Marieke Driesprong  |                   | Beste nog niet geplaatste rijders van Holland Cup 1 in Dordrecht 2019      |
| R2. | Eline van Voorden   |                   | Beste nog niet geplaatste rijders van Holland Cup 1 in Dordrecht 2019      |
| -   | Sanne in 't Hof     | RTC Noord/Fryslân | Sneller dan A-limiet d.d. 18-10-2019 Europese tijd <2:00,25                |

### 3000 meter
| #   | Schaatsster         | Ploeg             | Selectienorm                                                               |
| --- | ------------------- | ----------------- | -------------------------------------------------------------------------- |
| 1.  | Antoinette de Jong  | Team Jumbo-Visma  | Eerste 5 van het WCKT 2018/2019 en eerste 5 van het NK Afstanden 2019      |
| 2.  | Ireen Wüst          | TalentNED         | Eerste 5 van het WCKT 2018/2019 en eerste 5 van het NK Afstanden 2019      |
| 3.  | Carlijn Achtereekte | Team Jumbo-Visma  | Eerste 5 van het WCKT 2018/2019 en eerste 5 van het NK Afstanden 2019      |
| 4.  | Esmee Visser        | TalentNED         | Eerste 5 van het WCKT 2018/2019 en eerste 5 van het NK Afstanden 2019      |
| 5.  | Carien Kleibeuker   | Team easyJet      | Eerste 5 van het WCKT 2018/2019 en eerste 5 van het NK Afstanden 2019      |
| 6.  | Melissa Wijfje      | RTC Noord/Fryslân | Eerste 5 van het WCKT 2018/2019 en eerste 5 van het NK Afstanden 2019      |
| 7.  | Reina Anema         | Team FrySk        | Eerste 5 van het WCKT 2018/2019 en eerste 5 van het NK Afstanden 2019      |
| 8.  | Joy Beune           | Team Jumbo-Visma  | Aangevuld t/m nr. 8 VANTAGE ranglijst 2018/2019                            |
| 9.  | Roza Blokker        |                   | Rabo Holland Cup 2018/2019                                                 |
| 10. | Esther Kiel         | Team FrySk        | Rabo Holland Cup 2018/2019                                                 |
| NS  | Sanne in 't Hof     | RTC Noord/Fryslân | Rabo Holland Cup 2018/2019                                                 |
| 11. | Irene Schouten      | Team easyJet      | De beste 4 nog niet geplaatste rijders van Holland Cup 1 in Dordrecht 2019 |
| 12. | Ineke Dedden        |                   | De beste 4 nog niet geplaatste rijders van Holland Cup 1 in Dordrecht 2019 |
| 13. | Merel Conijn        | RTC Noordwest     | De beste 4 nog niet geplaatste rijders van Holland Cup 1 in Dordrecht 2019 |
| 14. | Robin Groot         | RTC Noordwest     | De beste 4 nog niet geplaatste rijders van Holland Cup 1 in Dordrecht 2019 |
| 15. | Imke Vormeer        |                   | Beste nog niet geplaatste rijders van Holland Cup 1 in Dordrecht 2019      |
| 16. | Paulien Verhaar     | RTC Oost          | Beste nog niet geplaatste rijders van Holland Cup 1 in Dordrecht 2019      |
| 17. | Aveline Hijlkema    | Team FrySk        | Beste nog niet geplaatste rijders van Holland Cup 1 in Dordrecht 2019      |
| 18. | Marieke Driesprong  |                   | Beste nog niet geplaatste rijders van Holland Cup 1 in Dordrecht 2019      |
| 19. | Sterre Jonkers      | RTC Noord/Fryslân | Beste nog niet geplaatste rijders van Holland Cup 1 in Dordrecht 2019      |
| 20. | Eline van Voorden   |                   | Beste nog niet geplaatste rijders van Holland Cup 1 in Dordrecht 2019      |
| R1. | Eline Jansen        |                   | Beste nog niet geplaatste rijders van Holland Cup 1 in Dordrecht 2019      |
| R2. | Naomi van der Werf  |                   | Beste nog niet geplaatste rijders van Holland Cup 1 in Dordrecht 2019      |
| R3. | Megan Sokolov       |                   | Beste nog niet geplaatste rijders van Holland Cup 1 in Dordrecht 2019      |
|     | -                   |                   | Sneller dan A-limiet d.d. 18-10-2019 Europese tijd <4:10,18                |

### 5000 meter
| #   | Schaatsster         | Ploeg             | Selectienorm                                                               |
| --- | ------------------- | ----------------- | -------------------------------------------------------------------------- |
| 1.  | Esmee Visser        | TalentNED         | Eerste 5 van het WCKT 2018/2019 en eerste 5 van het NK Afstanden 2019      |
| NS  | Carien Kleibeuker   | Team easyJet      | Eerste 5 van het WCKT 2018/2019 en eerste 5 van het NK Afstanden 2019      |
| 2.  | Carlijn Achtereekte | Team Jumbo-Visma  | Eerste 5 van het WCKT 2018/2019 en eerste 5 van het NK Afstanden 2019      |
| 3.  | Antoinette de Jong  | Team Jumbo-Visma  | Eerste 5 van het WCKT 2018/2019 en eerste 5 van het NK Afstanden 2019      |
| 4.  | Ineke Dedden        |                   | Eerste 5 van het WCKT 2018/2019 en eerste 5 van het NK Afstanden 2019      |
| 5.  | Melissa Wijfje      | RTC Noord/Fryslân | Eerste 5 van het WCKT 2018/2019 en eerste 5 van het NK Afstanden 2019      |
| 6.  | Reina Anema         | Team FrySk        | Eerste 5 van het WCKT 2018/2019 en eerste 5 van het NK Afstanden 2019      |
| NS  | Joy Beune           | Team Jumbo-Visma  | Aangevuld t/m nr. 8 VANTAGE ranglijst 2018/2019                            |
| NS  | Ireen Wüst          | TalentNED         | De snelsten van de 3 km dames tijdens het WCKT buiten de reeds geplaatsten |
| 7.  | Irene Schouten      | Team easyJet      | De snelsten van de 3 km dames tijdens het WCKT buiten de reeds geplaatsten |
| 8.  | Esther Kiel         | Team FrySk        | De snelsten van de 3 km dames tijdens het WCKT buiten de reeds geplaatsten |
| 9.  | Roza Blokker        |                   | De snelsten van de 3 km dames tijdens het WCKT buiten de reeds geplaatsten |
| 10. | Aveline Hijlkema    | Team FrySk        | De snelsten van de 3 km dames tijdens het WCKT buiten de reeds geplaatsten |
| 11. | Marieke Driesprong  |                   | De snelsten van de 3 km dames tijdens het WCKT buiten de reeds geplaatsten |
| 12. | Imke Vormeer        |                   | De snelsten van de 3 km dames tijdens het WCKT buiten de reeds geplaatsten |
|     | -                   |                   | Sneller dan A-limiet d.d. 18-10-2019 Europese tijd 7:06,24                 |